# Heartbeat (ステップスの曲)
「Heartbeat」（ハートビート）とは、イギリスのポップグループ「ステップス」のデビュー・スタジオ・アルバム「ステップ・ワン」（1998年）に収録されている曲である。1979年のビージーズのシングル「Tragedy」のカバーでダブルA面としてリリースされ、1998年11月9日にアルバムの4枚目のシングルとしてリリースされた。「ハートビート」はジャッキー・ジェームズによってのみ書かれた。2012年のヒット・ファクトリー・ライブ・イベントのプロモーション中に、ピート・ウォーターマンは、この曲を録音のためにバンドに渡す前に何年も引き出しの中に座っていたことを明かした。
「Heartbeat」/「Tragedy」はイギリスとニュージーランドでナンバーワンになり、前者の国では、UKシングルチャートで30週間過ごし、以前の3つのステップスのシングルを合わせたよりも多くのコピーを販売し、英国では121万枚を売り上げた。この曲のミュージックビデオでは、バンドがメンバーのイアン・H・ワトキンスをアイスクイーンから救出しようとする様子が描かれている。

## ミュージックビデオ
「Heartbeat」のミュージックビデオはDavid Amphlettが監督し、雪に覆われた環境を舞台にしている。それは、邪悪なアイスクイーンがイアン「H」ワトキンスに目を向けている間、ステップスがそりに乗るところから始まる。彼女は玉座の小さな池で画像を見ている。グループはロッジに滞在しており、Hは火のために薪を取りに出かける。氷の女王は、今が攻撃する時だと判断し、3人の小人警備員をHを誘拐するために派遣する。彼らはHをジャンプし、氷の女王は呪文を唱え、彼をノックアウトする。Hが目を覚ます頃には、彼は彼らのそりの後ろにいる。残りのグループが出てきて、Hが行方不明になっているのを見つけ、警備員の一人が持っていた小さな剣だけを見つけ、スキーとスノーモービルで、彼らはHを救出するために出発した。氷の女王の城に行く途中、彼らは納屋に立ち寄り、全く何も見つからなかった。城に到着すると、彼らは凍った池の真ん中にHが縛られている玉座の部屋に侵入する。フェイ・トザー、リー・ラッチフォード=エヴァンズ、クレア・リチャーズは簡単に警備員の世話をし（Hは自分自身を解放することができた）、リサ・スコット=リーはあごに空手キックでアイスクイーンを倒し、グループはクリスマスパーティーのためにロッジに戻る。

## トラックリスト
イギリス版・オーストラリア版CDシングル
1. "Heartbeat" – 4:24
2. "Tragedy" – 4:31
3. "Heartbeat" (instrumental) – 4:24

イギリスのカセットシングル・ヨーロッパ版CDシングル
1. "Heartbeat" – 4:24
2. "Tragedy" – 4:31

## クレジットと人員
クレジットはStep Oneのライナーノートから適応されている。
録音
- PWLスタジオ（ロンドンとマンチェスター、イギリス）で録音
- PWLスタジオ（ロンドンとマンチェスター、イングランド）でミックス
- Transfermationでマスター（ロンドン、イングランド）

## スタッフ
- 作曲 - ジャッキー・ジェームズ
- 生産 – アンドリュー・フランプトン、ピート・ウォーターマン
- ミキシング – ポール・ウォーターマン、ダン・フランプトン
- エンジニアリング - ダン・フランプトン
- ドラム - ピート・ウォーターマン
- ギター – グレッグ・ボーン
- 他のすべての楽器 – アンドリュー・フランプトン

## チャート
| チャート (1998–1999)                     | 最高順位 |
| ---------------------------------------- | -------- |
| オーストラリア (ARIA)                    | 10       |
| ベルギー (Ultratop 50 Flanders)          | 8        |
| ベルギー (Ultratop 50 Wallonia)          | 27       |
| ヨーロッパ (Eurochart Hot 100)           | 6        |
| ギリシャ (IFPI)                          | 10       |
| アイルランド (IRMA)                      | 2        |
| オランダ (Dutch Top 40)                  | 22       |
| オランダ (Single Top 100)                | 24       |
| ニュージーランド (Recorded Music NZ)     | 1        |
| スコットランド (Official Charts Company) | 1        |
| スウェーデン (Sverigetopplistan)         | 4        |
| UK シングルス (OCC)                      | 1        |
| UK インディ (OCC)                        | 1        |

| チャート(1998)                  | 順位 |
| ------------------------------- | ---- |
| ベルギー (Ultratop 50 Flanders) | 68   |
| イギリス全体 (OCC)              | 12   |

| チャート (1999)                | 順位 |
| ------------------------------ | ---- |
| オーストラリア (ARIA)          | 92   |
| ヨーロッパ (Eurochart Hot 100) | 46   |
| オランダ (Dutch Top 40)        | 132  |
| ニュージーランド (RIANZ)       | 48   |
| スウェーデン (Hitlistan)       | 30   |
| イギリス全体 (OCC)             | 19   |

## 認定
| 国/地域                                             | 認定        | 認定/売上数 |
| --------------------------------------------------- | ----------- | ----------- |
| ベルギー (BEA)                                      | Gold        | 25,000*     |
| ニュージーランド (RMNZ)                             | Platinum    | 10,000*     |
| スウェーデン (GLF)                                  | Gold        | 15,000^     |
| イギリス (BPI)                                      | 2× Platinum | 1,210,000   |
| United States                                       |             | 98,000      |
| * 認定のみに基づく売上数 ^ 認定のみに基づく出荷枚数 |             |             |

## リリース歴
| 国       | バージョン              | 発売日        | フォーマット | レーベル  | 脚注   |
| -------- | ----------------------- | ------------- | ------------ | --------- | ------ |
| イギリス | "Heartbeat" / "Tragedy" | 1998年11月9日 | CD・カセット | Jive Ebul | [ 33 ] |

## 参照
- List of UK Singles Chart number ones of the 1990s
- List of million-selling singles in the United Kingdom